# Hesychotypa lirissa
Hesychotypa lirissa là một loài bọ cánh cứng trong họ Cerambycidae.